# La dona pirata
La dona pirata (Anne of the Indies) és una pel·lícula estatunidenca dirigida per Jacques Tourneur, estrenada el 1951. Ha estat doblada al català.

## Argument
Apoderant-se d'un vaixell anglès, la tripulació del Sheba Queen , una nau pirata descobreix a les seves cales un presoner. Portat davant la temible capitana Anne Providence, Pierre François La Rochelle explica que era el capità del Mary O'Brien , un vaixell corsari que portava pavelló francès fins a la seva captura pels britànics. La capitana Providence decideix alliberar-lo i el posa de pilot. Ordena llavors prendre Nassau (Bahames), on el botí serà compartit.

## Repartiment
- Jean Peters: Capitana Anne Providence
- Louis Jourdan: Capità Pierre François La Rochelle
- Debra Paget: Molly La Rochelle
- Herbert Marshall: Doctor Jameson
- Thomas Gomez: Barbanegra
- James Robertson Justice: Red Dugal